# Dobré ráno s Findou
Hra Dobré ráno s Findou je politicky nekorektní sci-fi komedie autora, režiséra a herce Jana Svěráka z roku 2024; tepe nešvary dnešní doby – povrchnost a i hyperkorektnost. Dvouhodinový kus měl předpremiéry počínaje březnem 2024 v městech Čech, Moravy i Slezska (režisér Svěrák takto vyzkoušel reakce publika); premiérovali jej 23. května toho roku na prknech pražského divadla Bravo!.
Finda je svůdná androidka první třídy, nadaná umělou inteligencí, vyrobená ve Finsku a působící v Dánsku (odtud jméno). Přijme pozvání do ranního TV pořadu, kde se setkává s moderátorkou-feministkou, moderátorem-homosexuálem, podivínským neurobotanikem, romským raperem a korporační environmentalistkou. Aniž si během nastalé debaty nechá vzít slovo, pokusí se lidstvu poskytnout ponaučení i varování; otázka zní, zda jí lze věřit?

## Obsazení
- Moderátorka Alena: Alena Doláková / Natalie Halouzková
- Korporační ekoložka Nikol: Anna Polívková / Michaela Zemánková
- Moderátor Míša: Ondřej Sokol / Lukáš Pečenka
- Neurobotanik doc. Háječek: Jan Vlasák / Jan Svěrák
- Raper LP Gauner: Josef Fečo / Marsell Bendig
- Robotka Finda: Radka Pavlovčinová / Simona Tlustá

## Další tvůrci
- Režie: Jan Svěrák
- Text: Jan Svěrák
- Scénografie: Nikol Tempír
- Kostýmní výtvarnice: Veronika Moudrá
- Autor rapu: Refew
- Produkce: Biograf Jan Svěrák & Divadlo Povalač & Divadlo Artefakt

| „            | Je tam green deal, ekologie, umělá inteligence, rasismus, tahle témata řeší každá z našich postav v uzavřeném prostoru… I my tyhle problémy vnímáme hodně fragmentárně. Zároveň máme na všechno názor, který nejsme ochotni změnit. Plus žijeme v bublinách, kde se v tom vzájemně utvrzujeme. | “ |
| — Jan Svěrák | |   |

| „            | Řekli jsme si předem, že nikdo nebude za blba. Každá postava nese svou pravdu, zesměšní se sama… Každý máme nárok na svou pravdu. Škodíme si jen tím, že nechceme slyšet pravdu i těch ostatních. | “ |
| — Jan Svěrák | |   |

## Recenze
- Lenka Hloušková, Novinky.cz  75 %[2]